# 1,3-dithiol-2-thion-4,5-dithiolát sodný
1,3-dithiol-2-thion-4,5-dithiolát sodný je organická sloučenina se vzorcem Na2C3S5, zkracovaným jako Na2dmit. Jedná se o sodnou sůl 4,5-bis(sulfanyl)-1,3-dithiol-2-thionu. Používá se na přípravu tetrathiafulvalenů a dithiolenových konplexů.
Tato sloučenina se připravuje redukcí sirouhlíku sodíkem; přitom vzniká také trithiokarbonát:
4 Na + 4 CS2 → Na2C3S5 + Na2CS3
Před objevem dmit2− se předpokládalo, že redukcí CS2 sodíkem vzniká tetrathiooxalát (Na2C2S4).
Dianion C3S 2-
5  lze zachytit jako tetraethylamonnou sůl zinečnatanového komplexu [Zn(C3S5)2]2−; tato sůl se působením benzoylchloridu mění na bis(thioester):
[N(C2H5)4]2[Zn(C3S5)2] + 4 C6H5COCl → 2 C3S3(SC(O)C6H5)2 + [N(C2H5)4]2[ZnCl4]
Thioester je možné pomocí methoxidu sodného přeměnit na 1,3-dithiol-2-thion-4,5-dithiolát sodný:
C3S3(SC(O)C6H5)2 + 2 NaOCH3 → Na2C3S5 + 2 C6H5CO2Me

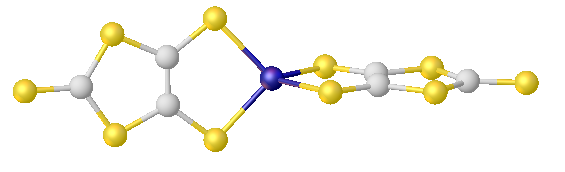
Struktura [Zn(dmit)_{2}]^{2−}

Na2dmit se může účastnit S-alkylací.
Při zahřívání roztoků Na2dmit vzniká izomerní 1,2-dithioldithiolát.